# Carmina non dant panem
La frase Carmina non dant panem, tradotta letteralmente, significa "le poesie non danno pane". Lo stesso concetto è espresso dalla frase Litterae non dant panem ("le lettere non danno pane").
La massima esprime la difficoltà di trovare lavoro (e quindi denaro) per quelle persone che si dedicano a professioni artistiche o, in senso più ampio, intellettuali.

## Nella letteratura latina
Un suo precedente si può trovare in Petronio:
(Satyricon, 83,9)
La frase di Petronio sarà poi ripresa da Giovanni di Salisbury nel suo Polycraticus.

Appare anche una frase simile come morale in una favola di Fedro (4,23,1): 
(Fabulae, Libro IV, fabula 23,1)

## Nella poesia italiana
Il concetto è inoltre ribadito da diversi poeti italiani.
Francesco Petrarca scrive:
(Canzoniere, sonetto VII)
Ludovico Ariosto sostiene:
(Satira I, 88-90.)